# Feuerwehr in Estland

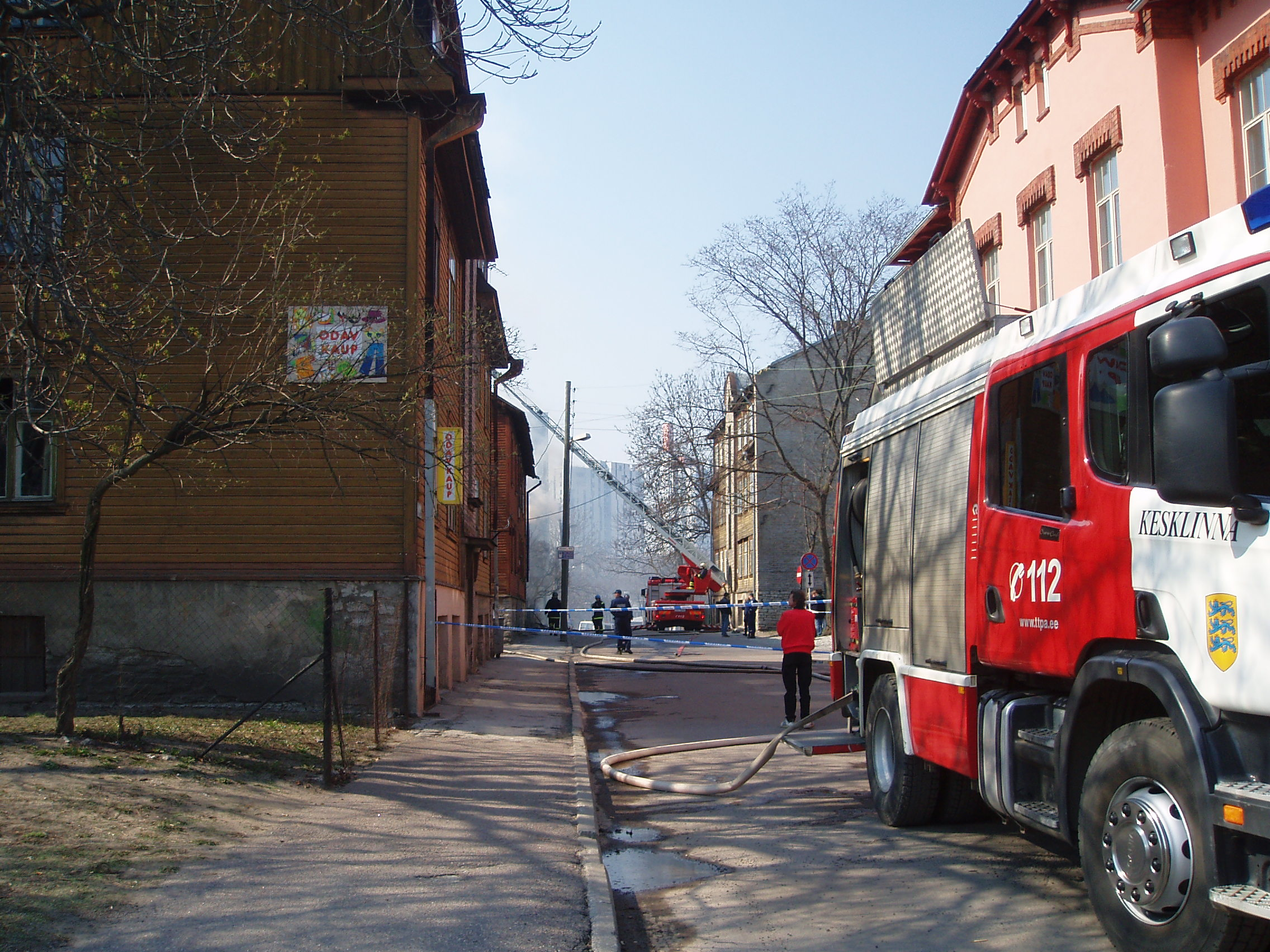
Brandbekämpfung in Tallinn

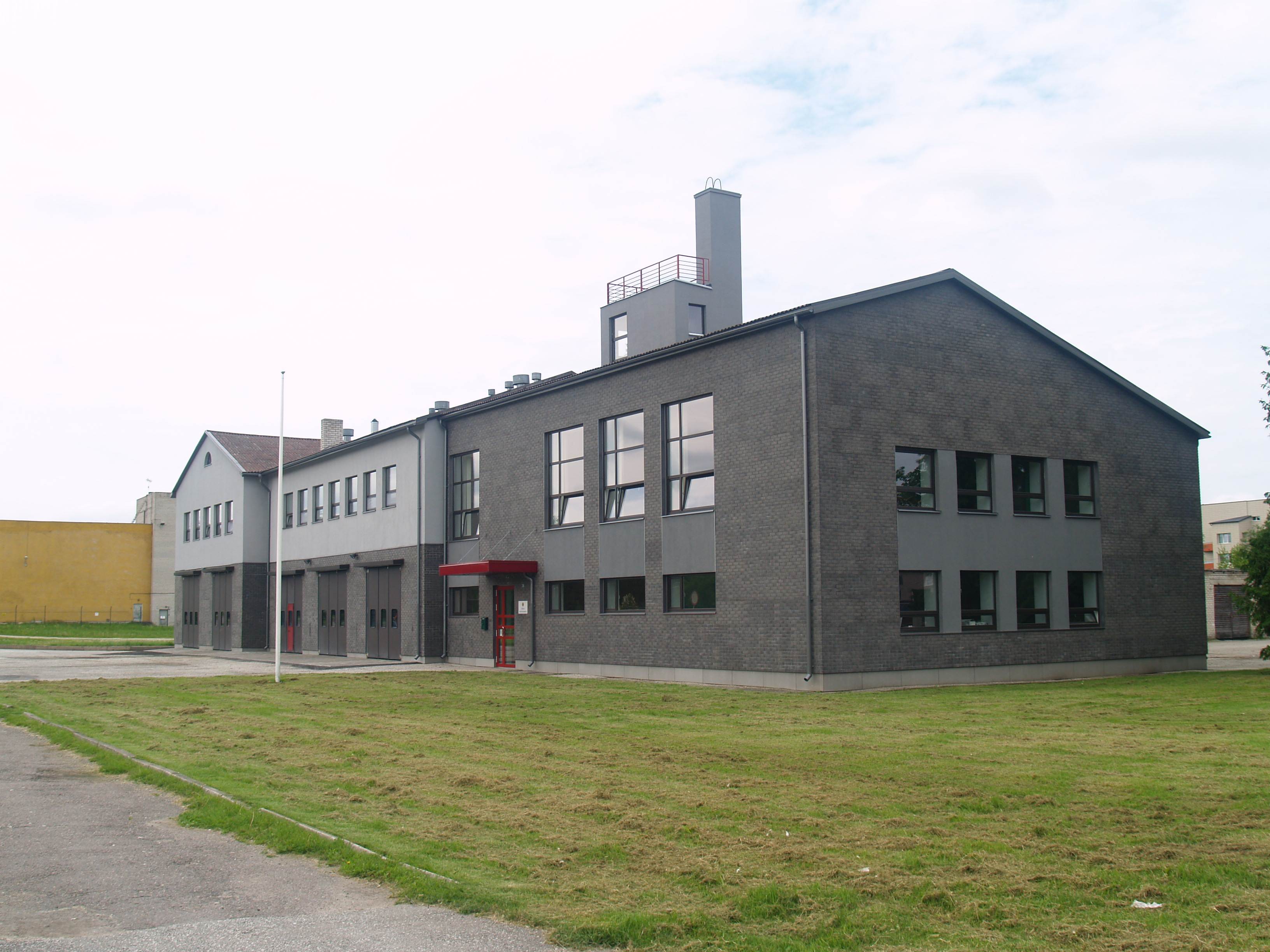
Feuerwache in Jõgeva

Die Feuerwehr in Estland besteht aus rund 1600 Berufsfeuerwehrleuten und rund 2000 freiwilligen Feuerwehrleuten. Sie ist als staatlicher Feuerlösch- und Rettungsdienst mit der Bezeichnung Päästeamet Estonian Rescue Board dem estnischen Innenministerium unterstellt.

## Allgemeines
In Estland bestehen 189 Feuerwehrhäuser und Feuerwachen, in denen 105 Löschfahrzeuge und 11 Drehleitern bzw. Teleskopmaste für Feuerwehreinsätze bereitstehen. Insgesamt sind 3627 Personen, davon 1561 Berufsfeuerwehrleute, 7 Teilzeit-Feuerwehrleute und 2059 freiwillige Feuerwehrleute, im Feuerwehrwesen tätig. Der Frauenanteil beträgt 9 %.
Die estnischen Feuerwehren wurden im Jahr 2019 zu 26.076 Einsätzen alarmiert, dabei waren 4.675 Brände zu löschen. Hierbei wurden 43 Tote von den Feuerwehren bei Bränden geborgen und 113 Verletzte gerettet.
Die Feuerwehren sind rund um die Uhr über die Notrufnummer 112 erreichbar.

## Nationale Feuerwehrorganisation
Die estnische Feuerwehrorganisation Päästeamet Estonian Rescue Board repräsentiert die estnischen Feuerwehren mit ihren rund 3600 Feuerwehrangehörigen im Weltfeuerwehrverband CTIF (Comité technique international de prévention et d’extinction du feu). Darüber hinaus bestehen Verbindungen insbesondere zu europäischen Feuerwehrverbänden, wie dem Deutschen Feuerwehrverband.